# Luméville-en-Ornois
Luméville-en-Ornois is een plaats en voormalige gemeente in het Franse departement Meuse in de regio Grand Est en maakt deel uit van het arrondissement Commercy.

## Geschiedenis
Tot 1 januari 1973 was Luméville-en-Ornois een zelfstandige gemeente. Op die dag werd het samen met Tourailles-sous-Bois opgenomen in de gemeente Gondrecourt-le-Château. De plaatsen worden echter door de gemeente Horville-en-Ornois afgescheiden van de rest van de gemeente.

## Geboren
- Fernand Braudel (1902-1985), historicus

Gondrecourt-le-Château · Luméville-en-Ornois · Tourailles-sous-Bois